# Plebicula
Plebicula is een geslacht van vlinders uit de familie Lycaenidae, de kleine pages, vuurvlinders en blauwtjes.

## Soorten
- Plebicula atlantica (Elwes, 1905)
- Plebicula dorylas (Denis & Schiffermüller, 1776) - Turkoois blauwtje
- Plebicula escheri (Hübner, 1818)
- Plebicula golgus (Hübner, 1803)
- Plebicula thersites (Cantener, 1834)